# Estorninho-de-burchell
Estorninho-de-burchell ou estorninho-de-orelha-preta (Lamprotornis australis) é uma espécie de passeriforme da família Sturnidae.
Pode ser encontrada nos seguintes países: Angola, Botswana, Moçambique, Namíbia, África do Sul, Essuatíni, Zâmbia e Zimbabwe.